# Medalla del Muro Occidental
La Medalla del Muro Occidental (en alemán: Deutsches Schutzwall-Ehrenzeichen) fue una condecoración de la Alemania nazi. Fue instituida el 2 de agosto de 1939 y otorgada a quienes diseñaron y construyeron las fortificaciones en las fronteras occidentales de Alemania, conocidas como Westwall o Línea Sigfrido, entre el 15 de junio de 1938 y el 31 de marzo de 1939. El 13 de noviembre de 1939 se amplió para incluir a los militares de la Wehrmacht que sirvieron en el Westwall durante al menos diez semanas. En total, se entregaron 622.064 medallas hasta el 31 de enero de 1941, cuando cesó la entrega de la medalla.
En 1944, después de la invasión aliada, la medalla fue restablecida y otorgada a quienes renovaron y fortalecieron las fortificaciones en las fronteras occidentales. Esta versión de la medalla se conocía comúnmente como la Condecoración de Honor del Muro de Defensa, para distinguir la decoración de su contraparte de 1939.
Se otorgó a más de 800.000 hombres en total al final de la guerra.

## Antecedentes
La propuesta original, en enero de 1939, había sido la concesión de un medallón con la inscripción Dem Arbeiter zur Ehr; Der Heimat zur Wehr (Al trabajador, honor; La patria, defensa) en el anverso, con el nombre del destinatario grabado en el reverso. Esta versión nunca fue otorgada.
Después del estallido de la guerra en 1939, Fritz Todt, fundador de la Organización Todt que ayudó a construir el muro, afirmó que la medalla podía llevarse con "el mismo derecho y el mismo orgullo" que las condecoraciones militares como la Cruz de Hierro. Sin embargo, en vista de la gran cantidad de condecoraciones otorgados, muchos destinatarios se refirieron despectivamente a ella como la Orden de Arcilla (Lehmorden).